# National Union of Disability Organizations in Rwanda
Die National Union of Disability Organizations in Rwanda (NUDOR, deutsch „Nationale Union der Behindertenorganisationen in Ruanda“) ist ein Dachverband für Behindertenorganisationen in Ruanda.

## Geschichte
NUDOR wurde am 17. September 2010 als Dachverband von acht Behindertenorganisationen aus Ruanda gegründet: AGHR, Collectif Tubakunde, NOUSPR, NPC Rwanda, RNADW, RNUD, RUB und THT. Ziel der Organisation ist es den verschiedenen Menschen mit Behinderung in Ruanda eine Stimme zu verleihen und sich für eine inklusive Gesellschaft mit gleichen Rechten und Chancen für Behinderte und Nichtbehinderte einzusetzen.

## Statistik
Nach dem Zensus 2022 des National Institute of Statistics of Rwanda leben in Ruanda 11.537.934 Menschen im Alter von 5 Jahren oder älter, wovon 391.775 (174.949 Männer und 216.826 Frauen) bzw. 3,4 Prozent eine Behinderung aufweisen. Den größten Anteil haben Sehbehinderte (158.712 Menschen bzw. 1,4 % der Gesamtbevölkerung und 31 % der Behinderten), gefolgt von Menschen mit körperlicher Behinderung (122.999 Menschen bzw. 1,1 % der Gesamtbevölkerung und 24 % der Behinderten). Menschen mit geistiger Behinderung machen 14 % der Behinderten aus.

## Organisation
Vorsitzende von NUDOR ist Beth Nasiforo Mukarwego, Vizepräsident ist Augustin Munyangeyo und Generalsekretär Dieudonné Mutangana (Stand August 2024). Der Sitz der Organisation liegt im Sektor Kagarama des Distrikts Kicukiro in Kigali.
Zu den Mitgliedsorganisationen zählen:
- Association Générale des Handicapées du Rwanda (AGHR)
- Collectif Tubakunde
- National Organization of Users and Survivors of Psychiatry (NOUSPR)
- National Paralympic Committee of Rwanda (NPC Rwanda)
- Organization for the Integration and Promotion of People with Albinism (OIPPA)
- Rwanda Ex-Combatants and Other Persons with Disabilities Organization (RECOPDO)
- Rwanda National Association of Deaf Women (RNADW)
- Rwanda National Union of the Deaf (RNUD)
- Rwanda Union of Little People (RULP)
- Rwandan Organisation of Persons with Physical Disabilities and Wheelchair Users (ROPPD-WU)
- Rwandan Organization of Persons with Deaf-Blindness (ROPDB)
- Rwandan Union of the Blind (RUB)
- Troupes des Personnes Handicapées Twuzuzanye (THT)
- Umuryango Nyarwanda w’Abagore Bafite Ubumuga (UNABU, auch Rwandan Organization of Women with Disabilities)
- UWEZO Youth Empowerment (UWEZO)